# Klas Kärre
Klas Kärre (* 12. Januar 1954 in Strasbourg, Frankreich) ist ein schwedischer Mediziner und Immunologe und seit 1993 Professor am Karolinska Institutet. Zu seinen wissenschaftlichen Leistungen, für die er unter anderen den William B. Coley Award erhielt und in die Königlich Schwedische Akademie der Wissenschaften aufgenommen wurde, zählt insbesondere die Erforschung des Mechanismus der Unterscheidung gesunder Zellen von virusinfizierten Zellen oder Tumorzellen durch die natürlichen Killerzellen.

## Leben
Klas Kärre wurde 1954 im französischen Strasbourg geboren und schloss 1981 ein Medizinstudium mit der Promotion am Karolinska Institutet ab. Mitte der 1980er Jahre veröffentlichte er basierend auf den Ergebnissen seiner Doktorarbeit die sogenannte Missing-self-Hypothese. Diese beschreibt, wie eine spezielle Gruppe von Abwehrzellen des Immunsystems, die natürlichen Killerzellen (NK-Zellen), gesunde körpereigene Zellen anhand von Eiweißstrukturen (Signalproteinen) auf deren Oberfläche von virusinfizierten Zellen oder Tumorzellen unterscheiden. Die Erkennung von körpereigenen Zellen ist ein zentraler Prozess für die Funktion der NK-Zellen und damit ein wichtiges Prinzip innerhalb der Immunantwort.
Klas Kärre ist seit 1993 Professor für molekulare Immunologie an der Abteilung für Mikrobiologie, Tumor- und Zellbiologie des Karolinska Institutet. Seit 2006 gehört er dem aus fünfzehn Mitgliedern bestehenden Nobelkomitee an, das aus den Nominierungen für den Nobelpreis für Physiologie oder Medizin die Preisträger auswählt.

## Auszeichnungen
Klas Kärre erhielt für seine Arbeiten 1998 den William B. Coley Award für herausragende Forschung in allgemeiner Immunologie und Tumorimmunologie, 2001 den mit 100 000 Schweizer Franken dotierten Novartis-Preis für allgemeine Immunologie und 2004 den Avery-Landsteiner-Preis der Deutschen Gesellschaft für Immunologie. Seit 2002 ist er ordentliches Mitglied der Academia Europaea. Im Jahr 2009 wurde er in die Königlich Schwedische Akademie der Wissenschaften aufgenommen, 2025 zum Mitglied der National Academy of Sciences gewählt.

## Publikationen
- On the immunobiology of natural killer cells. Studies of murine NK-cells and their interactions with T-cells and T-lymphomas. Dissertation, Universität Stockholm 1981.